# Campiglossa fuscata
Campiglossa fuscata este o specie de muște din genul Campiglossa, familia Tephritidae. A fost descrisă pentru prima dată de Macquart în anul 1851. Conform Catalogue of Life specia Campiglossa fuscata nu are subspecii cunoscute.